# José Villalpando Rascón
José Villalpando Rascón (Pinos Altos, Chihuahua, 19 de marzo de 1907 - Manzanillo, Colima, 26 de mayo de 1928) fue un marino mexicano que participó en el asalto de Manzanillo durante la Guerra Cristera. 

## Juventud
Nació el 19 de marzo de 1907 en Mineral de los Pinos Altos, distrito de Rayón en el estado de Chihuahua. Fue hijo de Antonio Villalpando y María Rascón. Realiza sus estudios primarios en la Escuela Superior Ponciano Arriaga del estado de San Luis Potosí, misma en donde recibe su certificado del mismo hecho el 3 de diciembre de 1919. 

## Carrera militar
Cuando aún no cumplía la edad de los quince años decide dirigir una solicitud a la entonces Secretaría de Guerra y de Marina para solicitar su ingreso a la Academia Naval Mexicana, sin embargo para esos días ya habían comenzado dichos cursos por lo que José Villalpando tuvo que esperar por solicitud misma de la Secretaría de Guerra y Marina a las fechas de junio a julio para volver a valorar su solicitud. El 21 de julio se presenta pidiendo una resolución definitiva a la solicitud antes ya enviada en la Jefatura de Operaciones Militares de San Luis Potosí.
Ahí se le indica, conforme al protocolo enviar su acta de nacimiento, certificado de estudios, carta de recomendación, fianzas y autorización de los padres de familia, mismas que son precisamente independientes para ingresar a la Academia. Finalmente el 12 de marzo de 1924 es admitido en la Academia Militar, donde rápidamente se distingue por su aplicación a los estudios militares –navales, logrando con ello los ascensos a Cabo y después a aspirante de tercera.
Al terminar sus estudios el primero de enero de 1928 con éxito se le expide el grado de aspirante de primera, causando en ese instante baja de la Escuela Naval y causando alta como tripulante del buque de guerra Progreso, que en ese momento se encontraba en el Occidente de México, específicamente en el puerto de Manzanillo, Colima, lugar del conflicto llamado Guerra Cristera y donde Villalpando Rascón realizaría sus prácticas reglamentarias para su ascenso a Teniente de Corbeta.

## Muerte

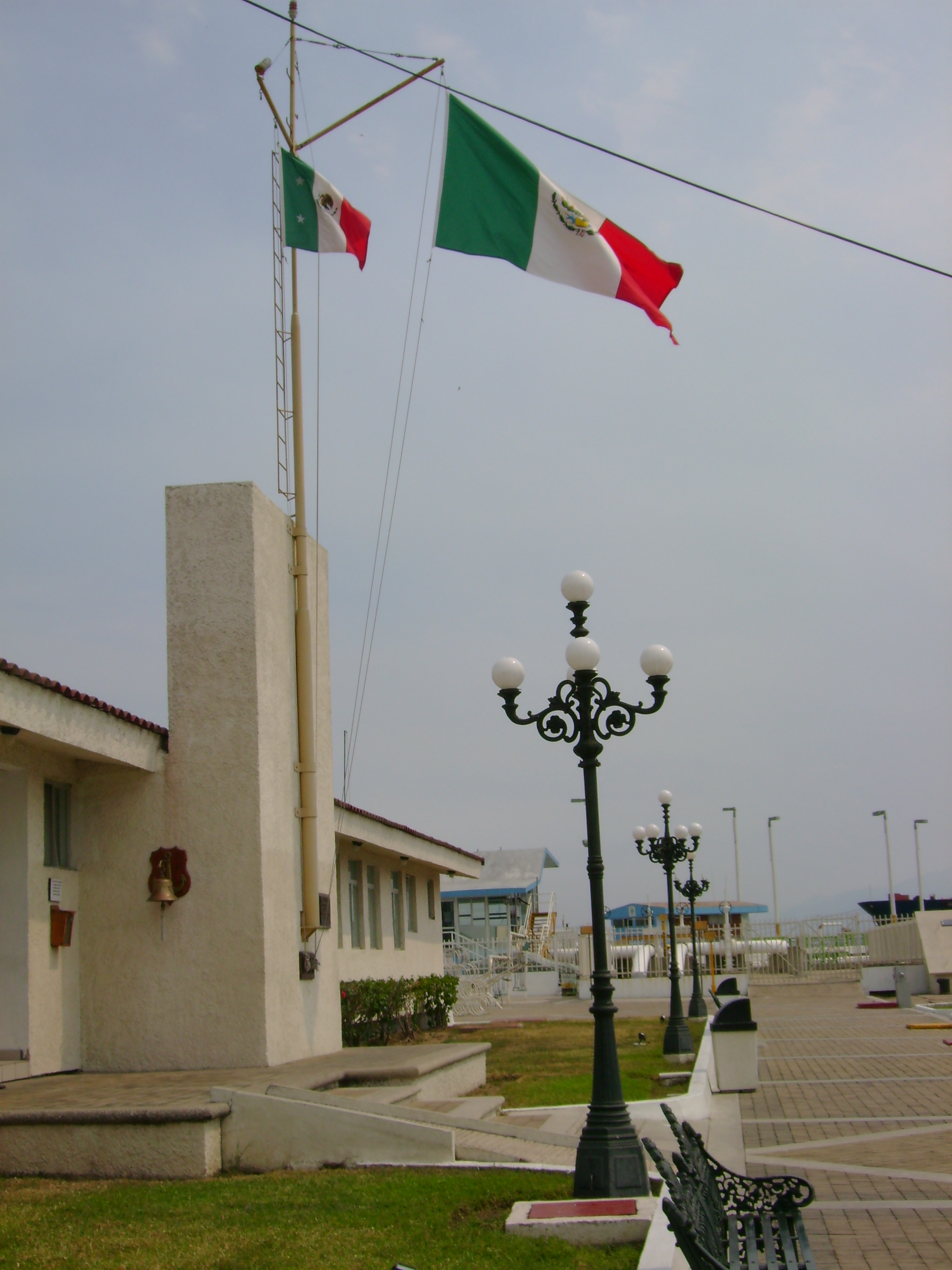
Memoria a José Villalpando Rascón.

En aquellos años se libraba una de las guerras más sangrientas que el país hubiese vivido, iniciada desde 1926 representaba ejecuciones sumarias, manifestaciones y tortura por ambas partes, mismas que convulsionaban al país, pues en la misma se enfrentaban dos grandes poderes: el poder político, que representaba el estado mexicano y el poder religioso. Las acciones cristeras se limitaban a generar cuantiosas bajas a las federales por medio de la guerra de guerrillas, salvo algunas operaciones de mayor amplitud, como el ataque del tren de México a Guadalajara y el del Asalto de Manzanillo, llevado a cabo el 24 de mayo de 1928, donde tropas cristeras lograron ocupar la zona centro del puerto para sustraer recursos de la aduana, pues carecían tanto de fondos como de armas.
En ese instante los cristeros se percatan de la existencia del Progreso, atacando a los marinos a bordo del buque de guerra de la Armada de México. Inmediatamente el ataque es rechazado por el fuego de fusilería, los disparos del Progreso y de elementos de tropa de guarnición que se habían salvado de ser capturados prisioneros de los mismos. El combate se torna difícil, por lo que el comandante del Progreso, Eduardo Loiza Iturrios ordena picar los cabos que sujetaban al barco para atacar sin correr tantos riesgos a los cristeros mientras la tripulación y oficiales ocupaban sus puestos de combate para dejar salir a la embarcación. Villalpando Rascón toma su puesto rápidamente en la toldilla, colocándose cerca de la pieza de artillería número 4 del barco.
A la salida del ferrocarril cerca de la estación del puerto un grupo de cristeros ataca por sorpresa la huida de los marinos en un nutrido combate en el que finalmente es herido de gravedad Villalpando Rascón. El ayudante de guardia Rigoberto Othal Briseño al verlo caer ordena que se le coloque detrás del elevador de municiones para que no sufra el embate cristero. Herido de gravedad es ingresado al Hotel Manzanillo donde el médico cirujano del barco intenta salvarle la vida, siendo el único marino caído en la acción en defensa del puerto. Finalmente fallece el 26 de mayo de 1928 a causa de un proyectil de 7mm que le dio en la cabeza. Su cuerpo fue enterrado en el Cementerio Manzanillo ubicado a las laderas del cerro con todos los honores.

## Memoria
En agosto de 1928, el entonces Director de la escuela Naval Militar de México, el comodoro Luis Hurtado de Mendoza, solicitó que se ubicara en el lugar de la acción una placa de bronce que cita la siguiente leyenda: “Aspirante de primera José Villalpando Rascón. Murió en cumplimiento de su deber defendiendo al gobierno constituido.”
- Datos: Q5946073
- Multimedia: José Villalpando Rascón / Q5946073